# Johann Hieronymus Kniphof
Johann Hieronymus Kniphof (* 24. Februar 1704 in Erfurt; † 23. Januar 1763 ebenda) war ein deutscher Arzt und Botaniker. Er gab ein bedeutendes Herbarium im Naturselbstdruck heraus. Sein offizielles botanisches Autorenkürzel lautet „Kniph.“

## Leben
Nach Besuch des Erfurter Ratsgymnasiums von 1719 bis 1722 folgten Studienjahre in Jena und Erfurt. Ab 1727 war er in Erfurt als Arzt und Privatdozent für Medizin tätig. Am 28. Februar 1732 wurde er mit dem akademischen Beinamen Sosagoras zum Mitglied (Matrikel-Nr. 435) der Leopoldina gewählt. 1736 verlor er sein Haus und seine Bibliothek bei einem Brand. 1737 wurde er zum Professor der Medizin  und 1747 zum Dekan der medizinischen Fakultät berufen. Von 1761 bis zu seinem Lebensende war er Rektor der Universität Erfurt.

## Werk
Kniphof gab ab 1733 die erste Fassung seines botanischen Werks Botanica in Originali in Erfurt heraus. Zweite und dritte, jeweils deutlich erweiterte Ausgaben erschienen 1747 und 1758 in Halle. Es war das erste bedeutendere Werk, das nach der Nomenklatur von Linné gegliedert war. Auch die verwendete Drucktechnik stellte eine Neuerung dar,  das angewandte Verfahren, eine von Kniphof erheblich weiterentwickelte Form des Naturselbstdrucks, brachte vielfach eine bis dahin nicht gekannte Detailtreue bei Pflanzendarstellungen.
Über die von Kniphof verwendeten Präparations- und Drucktechniken ist nichts überliefert.

## Ehrungen
Der Botaniker Conrad Moench benannte 1794 ihm zu Ehren die Gattung der Fackellilien Kniphofia. Sie gehört zur Pflanzenfamilie der Affodillgewächse (Asphodelaceae).